# Religijska tumačenja teorije Velikog praska
Od pojave teorije Velikog praska kao dominantne fizičke kosmološke paradigme, postojale su različite reakcije religijskih grupa u vezi sa njenim implikacijama na religiozne kosmologije. Neke prihvataju naučne dokaze na pravi način, neke nastoje da usaglase Veliki prasak sa svojim verskim načelima, a neke odbacuju ili ignorišu dokaze za teoriju Velikog praska.

## Pozadina
Sam Veliki prasak je naučna teorija, i kao takva, stoji ili pada u skladu sa svojom uskađenošću sa opservacijama. Međutim, kao teorija koja se bavi prirodom svemira od njegovog najranijeg vidljivog postojanja, Veliki prasak nosi moguće teološke implikacije u vezi sa konceptom stvaranja iz ničega. Mnogi ateistički filozofi su se zalagali protiv ideje da svemir ima početak – univerzum je jednostavno mogao postojati za svu večnost, ali sa novim dokazima teorije Velikog praska, teisti i fizičari su smatrali da se može objasniti teizmom. Popularni filozofski argument za postojanje Boga poznat kao kalamski kosmološki argument počiva na konceptima Velikog praska. Tokom 1920-ih i 1930-ih, skoro svaki veliki kosmolog preferirao je večni stabilan univerzum, a nekolicina se žalila da je početak vremena koji implicira Veliki prasak uneo religiozne koncepte u fiziku; ovaj prigovor su kasnije ponovile pristalice teorije stacionarnog stanja, koje su odbacile implikaciju da je univerzum imao početak.

## Literatura
- Leeming, David Adams, and Margaret Adams Leeming, (1995). A Dictionary of Creation Myths. Oxford University Press. ISBN 0-19-510275-4. , .
- Pius XII (1952), "Modern Science and the Existence of God," The Catholic Mind 49:182–192.
- Ahmad, Mirza Tahir, (1987). Revelation, Rationality, Knowledge & Truth. ISBN 1-85372-640-0. Islam International Publications Ltd , . The Quran and Cosmology
- Wickman, Leslie, "God of the Big Bang: How Modern Science Affirms the Creator," Worthy Publishing (2015),  978-1617954252.

## Spoljašnje veze
- God and the Big Bang: featuring Professors Peter Bussey, Gerald Gabrielse, Owen Gingerich, Nick Saunders, and Jennifer Wiseman. It discusses the connection between the Big Bang and God from a Christian perspective.
- Big Bang Theory and Religion, by Ron Kurtis, Physicist Архивирано на веб-сајту  (31. март 2023)
- Cosmic Controversy: The Big Bang and Genesis 1 published by the American Scientific Affiliation, an organisation of Christians in the sciences.
- Oliver, Simon. „Creation and Science”. Bibledex Verses. Brady Haran for the University of Nottingham.